# Filippo Spinola
Filippo Spinola (Gênova, 1 de dezembro de 1535 - Roma, 20 de agosto de 1593) foi um cardeal do século XVII

## Biografia
Nasceu em Gênova em 1 de dezembro de 1535. De família patrícia. Terceiro dos seis filhos de Agostino Spinola, conde de Tassarolo, e Gironima Albenga. Eles pertenciam ao quarto ramo da família Spinola di Luccoli, que possuía feudos imperiais. Os outros irmãos eram Marcantonio (conde de Tassarolo e do Sacro Império Romano e cavaleiro de S, Iago), Ettore, Ottavio (cavaleiro de Malta), Fabrizio e Ottavia. Outros cardeais dos vários ramos da família Spinola foram Agostino Spinola (1527); Orazio Spinola (1606); Agustín Spínola (1621); Giandomenico Spinola (1626); Giulio Spínola (1666); Giambattista Spínola, Sr (1681); Giambattista Spínola, Jr (1695); Nicola Gaetano Spinola (1715); Giorgio Spinola (1719); Giovanni Battista Spínola (1733); Girolamo Spinola (1759); Ugo Pietro Spinola (1831).
Had felice disposizioni per le science (boa disposição para a ciência). (Nenhuma informação educacional adicional encontrada)..
Serviu a cidade de Gênova com distinção. Foi a Roma, entrou na igreja e tornou-se referendário dos Tribunais da Assinatura Apostólica da Justiça e da Graça e, posteriormente, prelado doméstico de Sua Santidade..
Recebeu o subdiaconato..
Eleito bispo de Bisignano, com dispensa por ainda não ter recebido todas as ordens maiores, em 8 de fevereiro de 1566. Consagrado, em 17 de fevereiro de 1566, capela paulina, palácio do Vaticano, pelo cardeal Giambattista Cicada, coadjuvado por Carlo Cicada, bispo de Albenga, e por Giovanni Ambrosio Fieschi, bispo de Savona. Na mesma cerimônia, Luca de Fieschi, bispo de Andria, também foi consagrado. Transferido para a Sé de Nola, em 9 de março de 1569..
Criado cardeal sacerdote no consistório de 12 de dezembro de 1583; recebeu o gorro vermelho e o título de S. Sabina, 20 de fevereiro de 1584. Participou do conclave de 1585, que elegeu o Papa Sisto V. Administrador da diocese de Sora, 1585. Legado em Perugia e Umbria, 13 de maio de 1585, por um biênio; legação renovada até 1591. Legado no ducado de Spoleto. Renunciou ao governo das duas dioceses antes de 1º de julho de 1585. Prefeito da SC dos Regulares. Prefeito das galeras pontifícias. Participou doParticipou do Conclave de setembro de 1590, que elegeu o Papa Urbano VII. Participou do Conclave do outono de 1590, que elegeu o papa Gregório XIV. Participou do conclave de 1591, que elegeu o Papa Inocêncio IX. Participou no conclave de 1592, que elegeu o Papa Clemente VIII. Foi membro da comissão cardinalícia para os assuntos da Hungria e da Alemanha. Na ausência do Cardeal Ludovico Maddruzo de Roma, atuou como protetor do Império perante a Santa Sé..
Morreu em Roma em  20 de agosto de 1593. Sepultado na igreja de S. Sabina, Roma onde os seus irmãos erigiram um mausoléu em sua memória; mais tarde, transferido para Gênova e sepultado no túmulo de seus antepassados naquela cidade..